# Le Hamel-i ausztrál emlékpark
A Le Hamel-i ausztrál emlékpark (Australian Corps Memorial Park) a franciaországi Le Hamel közelében található, és az első világháborúban a nyugati fronton szolgálatot teljesítő százezer ausztrál katona előtt tiszteleg.

## Története
Az ausztrál hadtest emlékparkját Le Hamel falutól keletre, egy magaslaton alakították ki, délre a Somme-folyótól. A százezer katona előtt tisztelgő emlékművet azon a helyen állították fel, amelynek elfoglalása a Le Hamel-i csata elsődleges célja volt. Az emlékmű fő alkotóeleme három íves gránitfal, centrumukban az ausztrál erők jelvényével. Mögöttük zászlórudak állnak. Két kőfalra Georges Clemenceau francia elnök 1918. július 7-én elmondott, az ausztrál katonákat dicsérő szavait vésték fel angolul és franciául. Az emlékművet 1988-ban, a Le Hamel-i csata nyolcvanadik évfordulóján adták át, Franciaország ajándékaként Ausztráliának. 2008 novemberében újraavatták. Az emlékművet a nemzetközösségi hadisírokat gondozó bizottság (Commonwealth War Graves Commission) felügyeli.

## Történelmi háttér
Az ausztrál hadtestet 1917-ben állították fel. Magába foglalta azt az öt hadosztályt, amely Belgiumban és Franciaországban harcolt. 1918 nyarán John Monash tábornok, az ausztrál hadtest parancsnoka kidolgozta egy támadás tervét, amelynek az volt a célja, hogy kimozdítsa a németeket állásaikból azon a helyen, ahol most az emlékmű található. A négy és fél kilométeres frontvonalat Villers-Bretonneux és Le Hamel között jelölte ki.
A támadás az első olyan modern harcászati akció volt, amelyben a gyalogság, a tüzérség, a harckocsik és a repülők együttműködtek. A brit és az ausztrál repülőhadtest gépei krátereket bombáztak a talajba, hogy legyen fedezéke a támadó gyalogságnak, majd a július 3-áról 4-ére virradó éjszaka folyamatosan a német lövészárkok felett repültek, elnyomva ezzel a felvonuló harckocsik zaját.
A tíz zászlóaljnyi ausztrált ezer amerikai katona egészítette ki. Monash az irántuk való tiszteletét fejezte ki azzal, hogy a támadást július 4-ére, a függetlenség napjára tűzte ki. A tüzérség az éjszaka folyamán gáz- és füstgránátokkal árasztotta el az ellenséges vonalakat. Három óra két perckor kilőtték az utolsó füstgránátokat. Hat perc múlva a tüzérség folyamatosan előre haladó zárótüzet zúdított a németekre. Három óra 14 perckor, napkeltekor elindult a gyalogság. A németek keményen ellenálltak, de a váratlan akció meghozta az eredményét, az ausztrálok 93 perc alatt elérték a kitűzött célpontokat. A németek kétezer halottat és sebesültet vesztettek, 1600 katonájuk fogságba esett. Az ausztrál veszteség 1400 fő volt, közül 250 hősi halált halt.